# Мухина, Эмилия Константиновна
Эмилия Константиновна Мухина (род. 15 июня 1933) — советская спортсменка, шестикратная чемпионка СССР (1952, 1955, 1957, 1959—1961) и чемпионка Европы (1957) по академической гребле. Заслуженный мастер спорта СССР (1967).

## Биография
Родилась 15 июня 1933 года в посёлке Лобковский Хомутовского района Центрально-Чернозёмной области. В 1936—1974 годах жила в Москве, где занималась академической греблей в спортивных обществах «Крылья Советов» и «Труд». В разные годы тренировалась под руководством Анны Чебыкиной, Петра Пахомова  и Алексея Комарова.
Наиболее значимых результатов добивалась в 1950-х и начале 1960-х годов. В 1952 году выиграла чемпионат СССР в классе двоек парных, в дальнейшем ещё пять раз побеждала среди одиночниц. В тот же период времени входила в состав сборной страны, в 1957 году завоевала золотую медаль чемпионата Европы в Дуйсбурге, а в 1959 году — серебряную награду чемпионата Европы в Маконе в классе одиночек. В 1953, 1955 и 1957 годах становилась также победительницей Международных дружеских игр молодёжи, проходивших в рамках Всемирных фестивалей молодёжи и студентов.
Окончила ГЦОЛИФК. В 1962 году завершила свою спортивную карьеру. В 1974 году переехала в эстонский город Тарту, где в 1974—1985 годах занималась тренерской деятельностью в ДСО «Калев».

## Семья
В 1962—1968 годах была замужем за олимпийским чемпионом по академической гребле Олегом Тюриным.